# Xassís

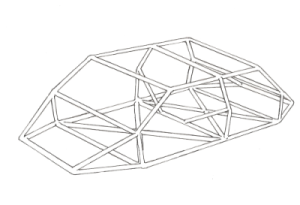
Esquema del xassís bàsic d'un sedan.

El xassís és l'estructura que sosté, aporta rigidesa i forma a un vehicle o objecte portable. Per exemple, en un automòbil, el xassís és l'equivalent a l'esquelet en un ésser humà, sostenint el pes, aportant rigidesa al conjunt, i condicionant la forma i la seva dinàmica final.
Es realitza en diferents materials, depenent de la rigidesa, preu i forma necessàries. Els més habituals són d'acer o alumini. Les formes bàsiques que el componen solen ser forma de tub o de biga. De vegades, sobretot en aparells electrònics, el xassís és la pròpia carcassa que el recobreix, car no és necessària rigidesa addicional.